# Centre d'information palestinien
Le Centre d'information palestinien (en arabe : المركز الفلسطيني للإعلام) est un média palestinien créé en arabe en 1997, puis traduit en anglais depuis 1998.
Il est considéré comme extrêmement proche du Hamas,.

## Historique
Le Centre d'information palestinien est créé le 1er décembre 1997 d'abord uniquement disponibles en arabe car s'adressant en priorité au public palestiniens. La première version étrangère est créé le 1er janvier 1998 en anglais pour s'ouvrir au marché international. 7 autres versions ont été créés au fil du temps : dans un ordre non chronologique, française, russe, indonésienne, ourdoue, persane et turque. C'est l'un des sites Web les plus consultés en Palestine. Le journal vise à promouvoir la sensibilisation à la Palestine, aux Palestiniens et à la question palestinienne. Son site Internet est bloqué par l'Autorité palestinienne en Cisjordanie.

## Lien avec le Hamas
Selon les universitaires israéliens Tomer Mozes et Gabriel Weimann (en), le Centre d'information sur la Palestine est la principale porte d'entrée du réseau de propagande en ligne du Hamas, composé de vingt sites Web. Ils soutiennent que le contenu et la couverture médiatique des sujets par le journal sont principalement orientés vers l'idéologie et l'histoire du Hamas.
La page Facebook du journal, qui comptait près de 5 millions de followers, a été supprimée en octobre 2019, entrainant des protestants utilisant le hashtag « #FBblocksPalestine ».